# 130 (število)
130 (stó trídeset) je naravno število, za katero velja 130 = 129 + 1 = 131 - 1.

## V matematiki
- sestavljeno število.
- deseto klinasto število.
- ne obstaja noben takšen cel x, da bi veljala enačba x - φ(x) = 130.
- 130 je edino celo število, ki je vsota kvadratov svojih prvih štirih deliteljev, vključno z 1: {\displaystyle 130=1^{2}+2^{2}+5^{2}+10^{2}\,\!}.
- 130 lahko zapišemo kot vsoto kvadratov dveh števil na dva načina: {\displaystyle 130=11^{2}+3^{2}=9^{2}+7^{2}\,\!}.
- veselo število.

## Drugo

### Leta
- 130 pr. n. št.
- 130, 1130, 2130